# Basilisse et Anastasie
Pour les articles homonymes, voir Basilisse et Anastasie.
Basilisse et Anastasie (mortes en 68 après J.-C.) sont deux matrones romaines tôt converties au christianisme. Elles font partie des premiers martyrs chrétiens de Rome, mis à mort sous le règne de Néron.  

## Éléments hagiographiques
De haut rang et de grande richesse, elles étaient disciples des apôtres Pierre et Paul, et pourraient même avoir été baptisées par eux. Il est possible aussi qu'elles aient participé de près ou de loin à leur donner des sépultures honorables après leur martyre respectif. L'emplacement des deux tombes est devenu par la suite la première basilique vaticane et la basilique Saint-Paul-hors-les-murs. 
Quoi qu'il en soit, elles se chargeaient d'offrir à des chrétiens, puis aux martyrisés de la violente répression de Néron, une tombe honorable. Cette œuvre pieuse et charitable concernant les dépouilles et les reliques était périlleuse : elle leur valut la prison lorsque les autorités en ont eu connaissance. 
Devant le tribunal, elles reconnurent qu’elles étaient chrétiennes. Condamnées à mort, elles furent mutilées, notamment en se faisant arracher la langue, racler la peau avec des crochets, brûler au feu, et couper la poitrine et les pieds. Continuant de refuser d'abjurer leur foi chrétienne, elles furent décapitées par l'épée, en 68. Leurs reliques se trouvent à l'église Santa Maria della Pace à Rome.
Leur fête est le 15 avril. Elles sont vénérées à la fois par l'Église catholique romaine et l'Église orthodoxe, et sont honorées comme les saintes patronnes des tailleurs. Une statue de Basilisse fait partie de celles qui bordent la colonnade surplombant la place Saint-Pierre à Rome.   
Bien que mentionnées dans le Martyrologe romain, l’existence même des deux saintes est mise en doute par certains hagiographes. D’après les Bollandistes, elles ne sont connues que par des sources grecques peu sures, et aucune autre romaine ou latine (les Acta Sanctorum, avril, vol. II).